# Jürgen Neuser
Jürgen Neuser (* 31. Mai 1953 in Siegen) ist ein deutscher Arzt, Diplom-Psychologe und Psychotherapeut. Er war von 1990 bis 2001 Professor und Hochschullehrer an der Universität Bielefeld und der RWTH Aachen und von 2001 bis 2013 Direktor des Institut für medizinische und pharmazeutische Prüfungsfragen (IMPP) in Mainz, wo er für die deutschlandweiten schriftlichen Staatsprüfungen nach der Approbationsordnung für Ärzte (ÄApprO), der Approbationsordnung für Apotheker (AAppO) und dem Psychotherapeutengesetz verantwortlich war. Von 2013 bis zum Eintritt in den Ruhestand 2024 war er als Facharzt für Psychosomatische Medizin und Psychotherapie niedergelassen.

## Leben
Jürgen Neuser studierte nach dem Abitur von 1971 bis 1978 Psychologie und Medizin an den Universitäten Kiel, Marburg und Essen. Er promovierte 1981 bei Rudolf Buchholz in Marburg zum Doktor der Medizin mit einer Schrift zur Tumor-Epidemiologie. Nach dem Studium trat er 1978 in das Institut für Medizinische Psychologie am Universitätsklinikum Essen unter der Leitung von Karl Heinz Stäcker ein und absolvierte eine Weiterbildung in Psychotherapie (Klinischer Psychologe BdP 1985, Facharzt für Psychotherapeutische Medizin 1997, Facharzt für Psychosomatische Medizin und Psychotherapie 2006). 1988 habilitierte er sich mit einer Arbeit über die psychische Belastung unter Knochenmarktransplantation für das Fach Medizinische Psychologie. Von 1988 bis 1990 war er Mitarbeiter der Klinik für Allgemeine Psychiatrie an der Rheinischen Landes- und Hochschulklinik für Psychiatrie in Essen bei Markus Gastpar. 1990 nahm er den Ruf auf eine Professur für Klinische Psychologie/Rehabilitation an der Universität Bielefeld an, 1994 wurde er zum Direktor des Instituts für Medizinische Psychologie und Medizinische Soziologie am Universitätsklinikum der RWTH Aachen berufen. 2001 übernahm er die Position des Direktors am IMPP in Mainz, die er bis 2013 innehatte. In seine Amtszeit fiel die Einführung der Staatsprüfungen für Psychologische Psychotherapeuten und für Kinder- und Jugendlichenpsychotherapeuten,  sowie Novellierungen der AAppO und der ÄApprO, deren Einführung in der Öffentlichkeit stark diskutiert wurde. Er trat für eine fundierte theoretische Ausbildung der Ärzte ein, so dass diese dem Arzt als Basis einer patientenbezogenen praktischen Tätigkeit dienen könne. Im Zusammenhang mit dem Wechsel zum IMPP wurde er 2003 an die Medizinische Fakultät der Johann Wolfgang Goethe-Universität Frankfurt am Main umhabilitiert und ihm wurde eine apl. Professur verliehen.
Schwerpunkte seiner wissenschaftlichen Tätigkeit waren die Psychoonkologie, mit der er sich bereits seit seiner Dissertation befasste, die psychologische Suchtforschung, insbesondere das Tabakrauchen, sowie Test- und Prüfungsmethodik. Eine für seine Laufbahn wichtige Station war ein Aufenthalt als Gastarzt 1984 am Memorial Sloan Kettering Cancer Center in New York, Department of Psychiatry, bei Jimmie Holland, wo er sich mit den psychischen Problemen von Knochenmarktransplantierten auseinandersetzte. Am Universitätsklinikum Essen arbeitete er anschließend in der psychologischen Betreuung der Knochenmarktransplantierten bei Ulrich W. Schaefer.

## Ämter
- 1989 bis 1991: 2. Vorsitzender der Deutschen Gesellschaft für Medizinische Psychologie (DGMP)
- 1992 bis 1999: Schriftleiter der Zeitschrift für Medizinische Psychologie, die er zusammen mit Harry Schröder (Leipzig) und Uwe Tewes (Hannover) gegründet hatte[17]
- 2001 bis 2013: Mitglied des Ausbildungsausschusses der Bundesärztekammer[5]

## Auszeichnungen
- 1988: Roemer-Preis des Deutschen Kollegiums für Psychosomatische Medizin (DKPM) für die Arbeit „Psychische Belastung unter Knochenmarktransplantation – Empirische Verlaufsstudien an erwachsenen Leukämiepatienten“[18]
- 2011: Adolf-Schmidt-Medaille des Medizinischen Fakultätentages der Bundesrepublik Deutschland für herausragende Verdienste für die Medizinischen Fakultäten[19]

## Schriften (Auswahl)
- Jürgen Neuser, Karl-Heinz Stäcker & Heinz-Georg Wiesemann: Associations of personality variables with smoking behavior and pulmonary function. International Journal of the Addictions, 22, 1987, 135–151 doi:10.3109/10826088709027419
- Jürgen Neuser: Personality and survival time after bone marrow transplantation. Journal of Psychosomatic Research, 32, 1988, 451–455 doi:10.1016/0022-3999(88)90029-3
- Jürgen Neuser: Psychische Belastung unter Knochenmarktransplantation. Frankfurt/Main: Lang, 1989
- Jürgen Neuser: Indikation von Psychotherapie bei Organtransplantierten - Einige grundsätzliche Überlegungen. In: Uwe Koch & Jürgen Neuser (Hrsg.): Transplantationsmedizin aus psychologischer Perspektive. (Jahrbuch der Medizinischen Psychologie, Band 13). Göttingen: Hogrefe, 1997, 159–171
- Jürgen Neuser: Skala „Angst vor negativer Bewertung“ (SANB). In: Jürgen Hoyer & Jürgen Margraf (Hrsg.): Angstdiagnostik: Grundlagen und Testverfahren. Berlin: Springer, 2003, 280–283.
- Jürgen Neuser: Grundbedingungen der Erfolgskontrolle in der ärztlichen Fortbildung. Deutsche Medizinische Wochenschrift, 128, 2003, 759–762
- Jürgen Neuser: Die ärztliche Ausbildung im Spannungsfeld von Theorie und Praxis. Bundesgesundheitsblatt, 52, 2009, 841–844.